# بالناریو رینکوا
بالناریو رینکوا (به پرتغالی: Balneário Rincão) یک منطقهٔ مسکونی در برزیل است که در سانتا کاتارینا واقع شده‌است. بالناریو رینکوا ۱۲٬۹۴۶ نفر جمعیت دارد.